# A kiskutya kalandjai
A kiskutya kalandjai (eredeti cím: The Puppy's Further Adventures) 1978-tól 1983-ig vetített amerikai televíziós rajzfilmsorozat, amelyet Rudy Larriva és Charles August Nichols rendeztek. Az animációs játékfilmsorozat producere Mark Jones. A zenéjét Dean Elliott szerezte. A tévéfilmsorozat a Hanna-Barbera Productions és a Ruby-Spears gyártásában készült. Műfaja misztikus kalandfilmsorozat. Amerikában 1982. szeptember 25. és 1983. október 29. között az ABC és a CBS vetítette, Magyarországon 1990. augusztus 11. és szeptember 28. között az MTV2, 1991. május 11. és június 29. között az MTV1 sugározta.

## Ismertető
A főszereplő egy fiú kiskutya, akinek neve Píti. Van egy barátnője, akit Babának hívnak, és három nagykutya társa: Spuri, Báró és Pamacs. Píti gazdája, Tommy, egy kedves fiú. Egyszer Píti hajóútra indult Tommyval és Tommy szüleivel. Útközben nagy vihar támadt, és egy ménkűcsapás érte a hajót, emiatt a kutyák leestek róla. Így Píti magára maradt, és elindult a nagyvilágban, hogy megkeresse gazdáját. Attól félt, hogy már nem látja többet gazdáit. Kalandjai során négy társa kísérte Pítit. Báró megvigasztalta Pítit, hogy ne legyen kishitű, majdcsak megtalálják gazdáit valahol a világban. Elindultak és így folytatták mindaddig a keresést, míg meg nem találták Píti gazdáját. A számos kaland Pítit eljuttatta a világ mind a négy sarkába. Addig is Píti társaival sok érdekes kalandba keveredett, sok rejtélyes ügyet fedezett fel, és sok új barátra tett szert. Végül Píti megtalálta a gazdáit, és többé már nem váltak el.

## Szereplők

### Főszereplők
kutyák
- Píti (Petey) – Fiú Beagle keverék kölyökkutya, a csapat vezetője. (Rudolf Péter)
- Baba (Dolly) – Píti barátnője, csinos spániellány. (Hűvösvölgyi Ildikó)
- Spuri (Dash) – A csapat tagja, nagyon gyors és félős, de tapasztalt agár. (Forgács Gábor)
- Báró (Duke) – A labrador keverék kutya, a csapat tagja, sok jó tapasztalata van. (Bács Ferenc)
- Pamacs (Lucky) – A csapat tagja, a legnagyobb és legtapasztaltabb bernáthegyi a csapatban. (Farkas Antal)

emberek
- Tommy – Fiú, Píti gazdája. (Bolba Tamás)
- Tommy anyja (Tommy's Mother) – Píti gazdájának anyja. (Némedi Mari)
- Tommy apja (Tommy's Father) – Píti gazdájának apja. (Perlaki István)

### Mellékszereplők
- Marsha – Fekete hajú, fekete szemű kislány, Cimet gazdája. (Zákányi Tímea)
- Cimet – A siránkozó macska, Marsha cicája. (Csere Ágnes)
- Félix – A vonakodó bika.
- Agatha – A gonosz, idős hölgy, el akarja lopni Marsha cicáját. (Tanai Bella)
- Agatha cinkosa – Nagy növésű, erős férfi, segít Agatha gonosz terveiben. (Dengyel Iván)
- Karatés óriás – Nagy termetű, izmos férfi, gonosz terveken töri a fejét. (Csikos Gábor)

### További magyar hangok
Bardóczy Attila, Beregi Péter, Benkóczy Zoltán, Bolba Tamás, Bor Zoltán, Csankó Zoltán, Csikos Gábor, Détár Enikő, Dózsa László, Dunai Tamás, Elekes Pál, Farkas Zsuzsa, Fülöp Zsigmond, Gesztesi Károly, Győri Ilona, Gyürki István, Haás Vander Péter, Hegyi Barbara, Huszár László, Izsóf Vilmos, Jakab Csaba, Juhász Jácint, Kardos Gábor, Kautzky Armand, Kiss László, Koroknay Géza, Kránitz Lajos, Melis Gábor, Minárovits Péter, Orosz István, Papp Ágnes, Petrik Péter, Prókai Annamária, Salinger Gábor, Simonyi Balázs, Somlai Edina, Soós László, Szabó Ottó, Várkonyi András, Vass Gábor, Wohlmuth István, Zalán János

## Epizódok
Ahol az epizódnál nem szerepel magyar cím, az azért van, mert valószínűleg még nem adták le magyarul, így nem is lehet tudni az angol cím magyar megfelelőjét. A többinél a televízióban sugárzott címek szerepelnek.

### Pilót
| #  | Cím                         | Premier              |
| -- | --------------------------- | -------------------- |
| 1. | The Puppy Who Wanted A Boy  | 1978. május 6.       |
| 2. | The Puppy's Great Adventure | 1979. május 12.      |
| 3. | The Puppy's Amazing Rescue  | 1980. január 26.     |
| 4. | The Puppy Saves the Circus  | 1981. szeptember 12. |

### 1. évad
| #   | #   | Kód | Eredeti cím                      | Magyar cím                     | Eredeti premier      | Magyar premier       |
| --- | --- | --- | -------------------------------- | ------------------------------ | -------------------- | -------------------- |
| 1.  | 1.  | 2.  | Treasure of the Ancient Ruins    | A romváros kincse              | 1982. szeptember 25. | 1990. július 13.     |
| 2.  | 2.  | 1.  | The Puppy's Dangerous Mission    | Píti kutya veszélyes küldetése | 1982. október 2.     | 1990. július 6.      |
| 3.  | 3.  | 4.  | In American Puppy in Paris       | Egy amerikai kutya Párizsban   | 1982. október 9.     | 1990. július 27.     |
| 4.  | 4.  | 3.  | The Puppy and the Pirates        | Píti és a kalózok              | 1982. október 16.    | 1990. július 20.     |
| 5.  | 5.  | 5.  | The Mistery of the Wailing Cat   | A nyivákoló macska titka       | 1982. október 23.    | 1990. augusztus 3.   |
| 6.  | 6.  | 7.  | The Puppy's Australian Adventure | Kaland Ausztráliában           | 1982. október 30.    | 1990. augusztus 17.  |
| 7.  | 7.  | 8.  | Puppy and the Reluctant Bull     | Píti kutya meg a félénk bika   | 1982. november 6.    | 1990. augusztus 24.  |
| 8.  | 8.  | 6.  | The Puppy's Hong Kong Adventure  | A hongkongi kaland             | 1982. november 13.   | 1990. augusztus 10.  |
| 9.  | 9.  | 9.  | Honolulu Puppy                   | A honolului kutyakölyök        | 1982. november 20.   | 1990. augusztus 31.  |
| 10. | 10. | 13. | The Puppy's Great Escape         | A nagy szökés                  | 1982. november 27.   | 1990. szeptember 28. |
| 11. | 11. | 10. | The Puppy's Great Race           | A nagy verseny                 | 1982. december 4.    | 1990. szeptember 7.  |
| 12. | 12. | 11. | The Puppy's Amazon Adventure     | Kaland az Amazonason           | 1982. december 11.   | 1990. szeptember 14. |
| 13. | 13. | 12. | Petey and the 101 Seals          | Píti és a 101 fóka             | 1982. december 18.   | 1990. szeptember 21. |

### 2. évad
| #   | #  | Eredeti cím                       | Eredeti premier      |
| --- | -- | --------------------------------- | -------------------- |
| 14. | 1. | Glyder, The Misfit Puppy          | 1983. szeptember 10. |
| 15. | 2. | The Puppy Goes Home               | 1983. szeptember 17. |
| 16. | 3. | The Puppy and the Badlands        | 1983. szeptember 24. |
| 17. | 4. | The Puppy in Omega World          | 1983. október 1.     |
| 18. | 5. | The Puppy and the Spies           | 1983. október 8.     |
| 19. | 6. | The Puppy Goes to College         | 1983. október 15.    |
| 20. | 7. | The Puppy and the Brown Eyed Girl | 1983. október 22.    |
| 21. | 8. | The Biggest Diamond in the World  | 1983. október 29.    |

## Háttér
A sorozat Catherine Woolley „The Puppy Who Wanted a Boy” című gyerekkönyve alapján készült. Az ABC 1978. május 6-án sugározta a könyv rajzfilmadaptációját a Weekend Special (hétvégi különkiadás) rajzfilmblokkjában, ezután a következő négy évben több alkalommal is megismételték. 1982-ben a „The Scooby & Scrappy-Doo/Puppy Hour” című rajzfilmblokkban volt látható, majd a következő évben „The Puppy’s Further Adventures” címen önállóan is műsorra került. Később „The Puppy's Great Adventures” címen került műsorra az ABC és a CBS csatornákon.